# Supercat Jet
Die Supercat Jet ist eine als Katamaran konzipierte Hochgeschwindigkeitsfähre.

## Geschichte
Der Katamaran wurde 1995/1996 als Oceanfast Ferries No 16 mit der Baunummer 16 von der Werft International Shipyard im westaustralischen Henderson für Oceanfast Ferries gebaut. Da Oceanfast Ferries den Neubau aufgrund einer Insolvenz (andere Quelle: aufgrund des ineffizienten Antriebssystems) nicht abnahm, wurde zunächst die Australia and New Zealand Banking Group Eigentümer des Schiffes. Das aufgelegte Schiff wurde daraufhin 1998/99 zu einem konventionell angetriebenen Hochgeschwindigkeitskatamaran nach den Regeln der Klassifikationsgesellschaft Bureau Veritas umgebaut und erneut zum Verkauf angeboten. Im Jahr 2000 wurde der Katamaran an die AG Ems verkauft und im Oktober des Jahres erstmals offiziell in Fahrt gesetzt. Danach wurde das Schiff ein weiteres Mal nach den Regeln der neuen Klassifikationsgesellschaft Germanischer Lloyd umgebaut und an die Erfordernisse der AG Ems angepasst. Danach wurde der Katamaran an Deck eines Frachtschiffes von Australien an die Ems überführt. Die AG Ems ließ den Katamaran, der am 27. April 2001 in Papenburg getauft wurde, als Polarstern in Dienst stellen und setzte ihn zwischen Emden, Eemshaven, Borkum und Helgoland ein.
In den Sommermonaten im Jahr 2007 und 2008 war der Katamaran für die Wilhelmshaven-Helgoland-Line im Einsatz.
Im Oktober 2008 erfolgte – nach Angaben der Reederei wegen hoher Energiekosten – der Verkauf an die Linda-Lines, die den Katamaran als Karolin unter der Flagge Estlands zwischen Tallinn und Helsinki einsetzt.
Im Juni 2018 übernahm die Reederei Golden Star Shipping Company aus Piräus das Schiff und setzte es ab Mitte 2018 unter der Marke Golden Star Ferries als Supercat (am Schiffsrumpf als Super Cat geschrieben) in Griechenland ein. Hier fuhr es inzwischen auf der Relation Piräus – Mykonos. Im Frühjahr 2021 wurde die Supercat an Seajets verkauft. Neuer Name des Schiffes wurde Supercat Jet.

## Unfall 2008
Am 4. August 2008 verunglückte der Katamaran Polarstern auf der Rückfahrt von Helgoland in Richtung Borkum auf offener See. Bei dem Unfall, welcher heute als der schwerste Unfall in der Geschichte der AG Ems eingeordnet wird, wurden Teile der Bugreling des Katamarans, an der innen ein Kugelfender angebunden war, abgerissen und durchschlugen einige Zeit später eines der Frontfenster. Das durchschlagene Fenster wurde mit Hilfe einer Seeschlagblende verschlossen. Außerdem entstanden bei der Überfahrt erhebliche Risse an tragenden Strukturen des Schiffes, die unter Umständen zum Schiffbruch hätten führen können. Bei der Abfahrt von Helgoland wurden in den Vorhersagen überwiegend Wellenhöhen von circa zwei Metern angegeben, in keinem Fall von mehr als 2,5 Metern, was für dieses Schiff den zulässigen oberen Grenzwert darstellt. Aus dem Untersuchungsbericht der Bundesstelle für Seeunfalluntersuchung geht hervor, dass die Wellen auf der Nordsee tatsächlich bereits beim Ablegen über 2,5 Meter hoch waren.
Bei dem Unfall wurden über 26 Menschen verletzt, drei von ihnen wurden vom Zielhafen mit dem Hubschrauber ausgeflogen. Die Reparatur des Katamarans dauerte vier Wochen und kostete ca. 500.000 Euro. Der Kapitän des Schiffes wurde im November 2008 wegen fahrlässiger Körperverletzung zu einer Geldstrafe verurteilt.

### Rolle des Ballonfenders
Es ist nachgewiesen, dass die 13,5 kg schweren kugelförmigen Ballonfender mit einem Durchmesser von 93 cm regelmäßig bei der Fahrt an der Reling angebunden waren. An der Reling, die im Unfallgeschehen die Frontscheibe durchschlagen hatte, war ein solcher Ballonfender befestigt, der durch den starken Seegang die Reling stark belastet hat und dadurch maßgeblich das Abreißen der Reling begünstigt hat. Durch Verformung des Vorschiffs war die darauf gebaute Reling unter mechanische Spannung geraten und ist auf einer Länge von 6,5 m in 3 Teilen abgerissen.
Die Schiffsführung hat zwar bereits auf Helgoland entschieden, nicht mit voller Geschwindigkeit zu fahren, doch erst ein Maschinenproblem und der deutlich sichtbare Schaden der durchschlagenen Frontscheibe veranlassten die Schiffsführung dazu, die Geschwindigkeit stärker zu drosseln. Da zu diesem Zeitpunkt schon erhebliche Risse in der tragenden Struktur des Katamarans entstanden waren, hätte ein Weiterfahren mit unverminderter Geschwindigkeit möglicherweise zum Schiffbruch geführt. Indirekt hat daher vielleicht der Ballonfender Schlimmeres verhindert.